# Neomycodiplosis ruebsaameni
Neomycodiplosis ruebsaameni är en tvåvingeart som beskrevs av Holz 1970. Neomycodiplosis ruebsaameni ingår i släktet Neomycodiplosis och familjen gallmyggor.
Artens utbredningsområde är Tyskland. Inga underarter finns listade i Catalogue of Life.